# Dunkirk (film)
Dunkirk este un film de război  din 2017 regizat de Christopher Nolan despre Evacuarea de la Dunkerque/Dunkirk din al Doilea Război Mondial. Rolurile principale au fost interpretate de actorii Fionn Whitehead, Mark Rylance, Tom Hardy, Kenneth Branagh și Cillian Murphy.

## Distribuție
- Fionn Whitehead -  Tommy, a British Army private[25]
- Tom Glynn-Carney -  Peter, Mr Dawson's son[26][27]
- Jack Lowden -  Collins, a Royal Air Force Spitfire pilot[28]
- Harry Styles - Alex,[29] a private in the Argyll and Sutherland Highlanders[30]
- Aneurin Barnard - Gibson[31]
- James D'Arcy - Colonel Winnant[32]
- Barry Keoghan - George Mills[33][34]
- Kenneth Branagh - Commander Bolton,[29] the pier-master during the evacuation[35]
- Cillian Murphy - Shivering Soldier[27]
- Mark Rylance - Mr Dawson, a mariner and Peter's father[27]
- Tom Hardy as-Farrier, a Royal Air Force Spitfire pilot[28]

## Producție
Filmările principale au început la 23 mai 2016 la Dunkirk. Cheltuielile de producție s-au ridicat la 100 milioane $.

## Primire
A avut încasări de 525,6 milioane $.